# 이스마일 하니예 암살 사건

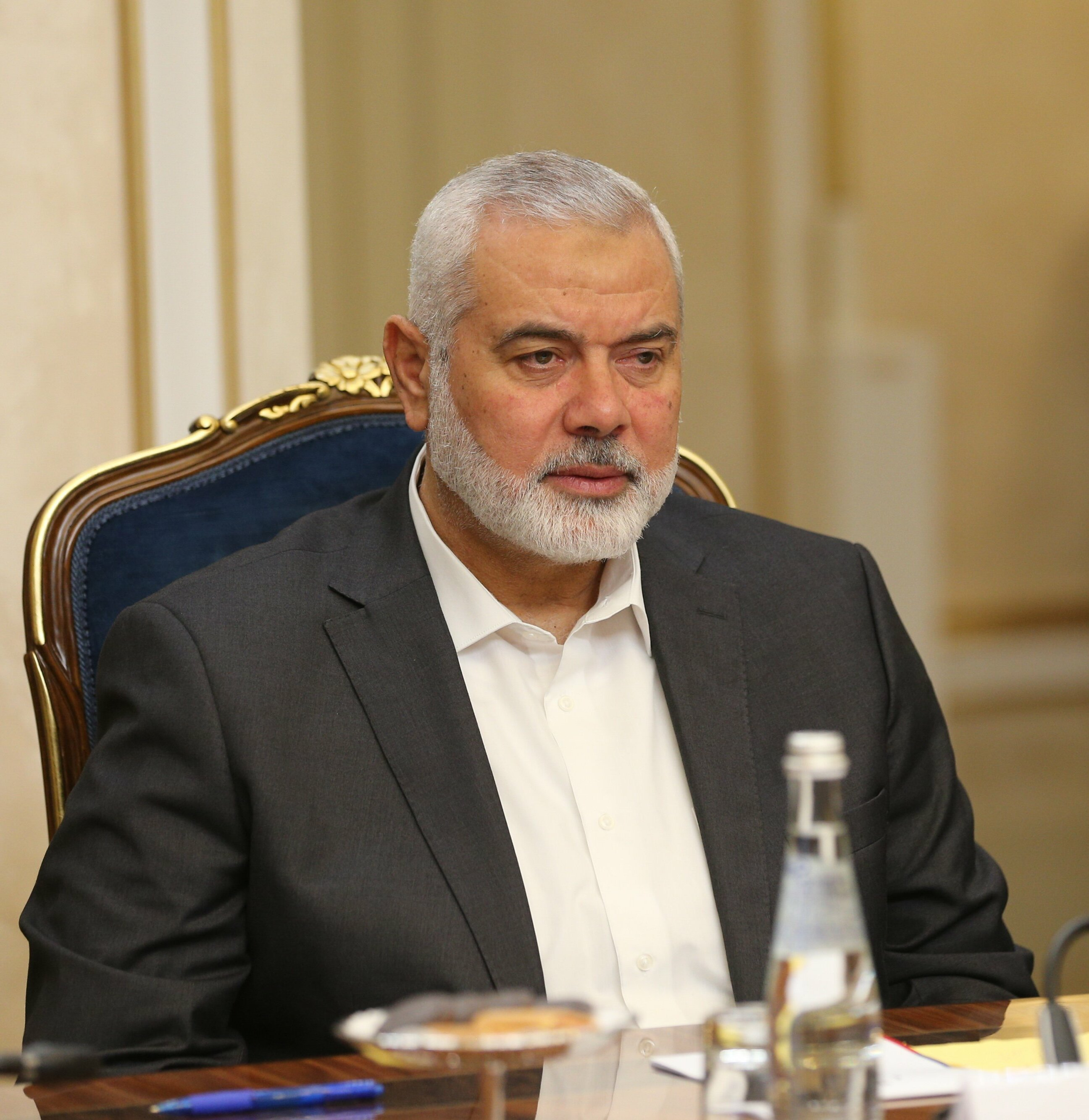
하니예의 2022년 모습

이란과 하마스 관계자에 따르면 2024년 7월 31일 하마스의 정치 지도자 이스마일 하니예가 이란 테헤란 관저에서 이란의 대통령 마수드 페제시키안의 취임식에 참석한 뒤 암살됐다. 이란의 경호원도 사망했다. 하니예의 사망 원인은 이슬람 혁명 수비대가 조사 중이다.
하니예는 1987년부터 하마스 내에서 저명한 인물이었다. 이전에 팔레스타인 자치 정부의 총리와 가자지구의 하마스 수장을 역임했다. 2017년에는 하마스 정치국장으로 선출됐다.
사망 당시 하니예는 이스라엘-하마스 전쟁이 시작된 이래 살해된 하마스 최고위 정치 지도자였다.

## 같이 보기
- 2024년 이스라엘의 이란 공습